# 假父羽花介
假父羽花介（学名：Cytheropteron chiafui）为尾花介科羽花介屬下的一个种。